# Kohlberg (Esslingeni járás)
Kohlberg település Németországban, azon belül Baden-Württembergben. Lakosainak száma 2284 fő (2023. december 31.).

## Népesség
A település népessége az elmúlt években az alábbi módon változott:
| Lakosok száma | 1963 | 2320 | 2324 | 2335 | 2324 | 2284 |
|               | 1975 | 2017 | 2019 | 2021 | 2022 | 2023 |